# Colloque de Montbéliard

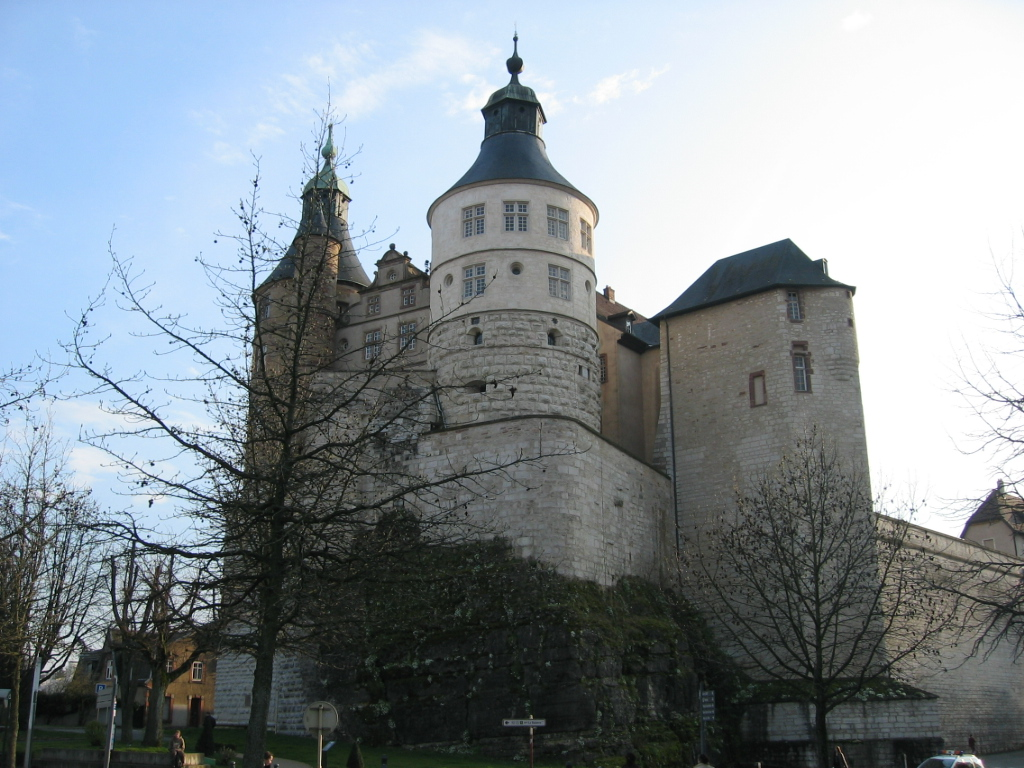
Le château de Montbéliard où se tint le colloque du 21 au 29 mars 1586.

Le colloque de Montbéliard est une conférence qui se tint du 21 au 29 mars 1586 à Montbéliard afin de tenter d’y élaborer une forme de communion commune à l’Église réformée et à la confession d'Augsbourg.

## Contexte
Lorsque le comte Frédéric Ier, après avoir fait ses études à Tübingen, prit possession, en septembre 1577, du comté de Montbéliard, son premier acte administratif fut de publier dans ses États la formule de Concorde, qui fixait le corpus doctrinaire luthérien.
Cette publication, qui fut lue et publiée solennellement au château de Montbéliard le 9 octobre 1577 en présence du comte Frédéric, des membres de son conseil et de tout le corps des pasteurs du comté et des seigneuries, et dont la seule lecture dura de sept heures du matin jusque assez avant dans la soirée, ralluma les dissensions dans les églises montbéliardes. Non seulement plusieurs pasteurs refusèrent de la signer, mais le magistrat de la ville lui-même déclara nettement que la ville n’approuverait et ne recevrait jamais le livre dernièrement signé par la plupart des ministres et des seigneurs, « qu’elle ne voulait ni entendait non plus condamner aucune église réformée, quelque part quelle pût être. »
Mécontent de cette résistance, le comte Frédéric, finit par sévir contre les opposants qui furent tous destitués le 23 avril 1578. On cite parmi ces derniers cinq maîtres d’école et six pasteurs, savoir : Jean Brulley, d’Allenjoie ; Claude Morel, d’Exincourt ; Pierre Ballot, de Brevilliers ; Jean Aubert, de Seloncourt ; Jean Notelet, de Saint-Julien, François Clergat, de Villars-les-Blamont. La plupart d’entre eux se retirèrent dans leur patrie d’origine, en France. Quant au maître bourgeois Faillart et au ministre destitué Floret, qui étaient allés en mission auprès du Sénat de Berne, pour le consulter à ce sujet, ils avaient été impitoyablement incarcérés, au retour de leur mission, au château de Blamont et y avaient été détenus pendant quelques jours, en janvier 1578. Toutes ces rigueurs réunies amenèrent une fermentation si violente à Montbéliard que le comte Frédéric, ne se croyant plus en sûreté dans son château, jugea nécessaire de s’enfuir de la ville, au milieu même des préparatifs d’une fête. 
Les esprits épris de paix, cherchant alors les moyens de la ramener à tout prix à Montbéliard, songèrent à provoquer une conférence entre quelques théologiens et jurisconsultes de renom, dans le but de rapprocher les esprits et de n’avoir à Montbéliard qu’une seule forme de communion, de manière que la Cène selon l’Évangile puisse réunir enfin tous les chrétiens séparés du culte et des doctrines de l’Église catholique romaine.

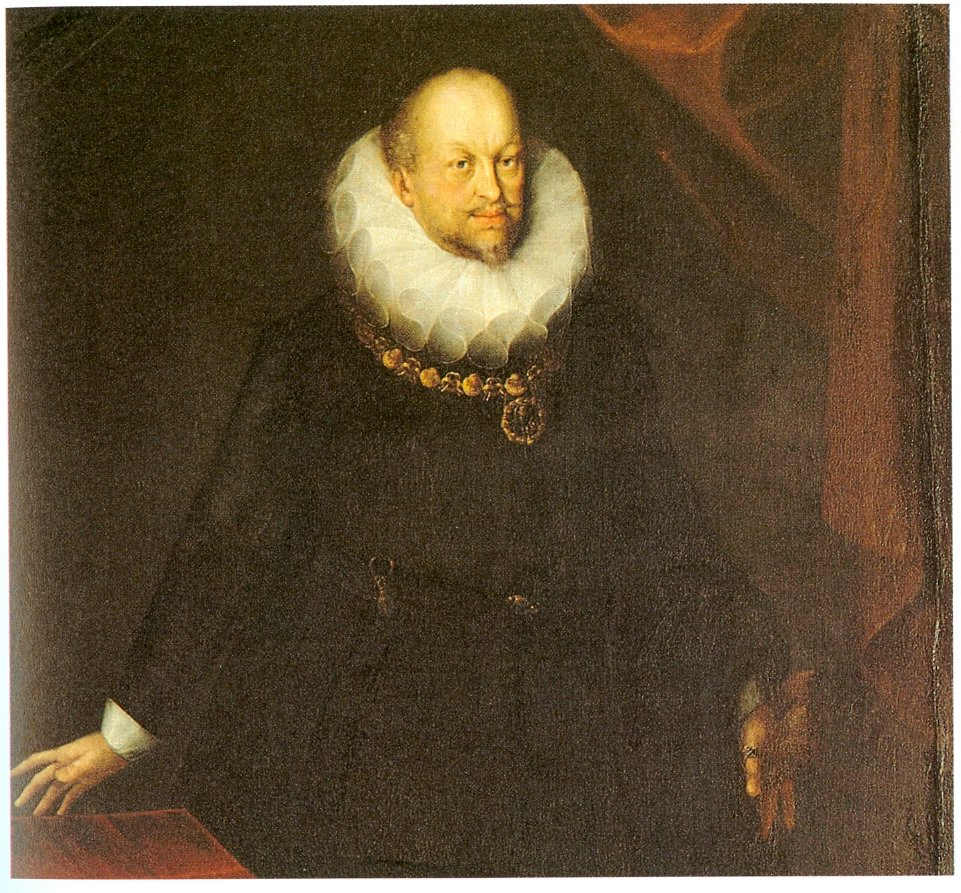
Frédéric Ier de Wurtemberg.

Ils s’adressèrent à cet effet au comte Frédéric et le prièrent de bien vouloir réunir un colloque à Montbéliard, afin d’arriver à une entente si désirable à tous égards. Le comte, qui était rentré à Montbéliard, et qui désirait lui-même beaucoup voir revenir la paix et la tranquillité dans ses États, se préparait à faire droit à leur demande, lorsque le baron de Claireaut lui fit, au nom de Henri de Navarre, une proposition dans le même sens.

## Le colloque
En conséquence, le 21 mars 1586, il ouvrit un colloque dans une des salles du château en présence des commissaires de Wurtemberg, le baron de Anweil et Schutz, docteur en droit. Ce fut Théodore de Bèze, qui, dans cette tentative de conciliation, fut le principal champion de l’Église réformée, contre lequel Jacques Andreae, chancelier de l’université de Tübingen, soutint les dogmes luthériens.
La personne du Christ, le baptême, l’eucharistie, la prédestination et la grâce, les orgues, les images, les autels dans les temples, furent discutés mais on ne réussit pas mieux à s’entendre que dans les autres conférences ecclésiastiques du XVIe et du XVIIe siècle de telle sorte que l’assemblée se sépara le 29 mars sans avoir pu tomber d’accord.

## Postérité
Si ce colloque ne produisit pas l’effet escompté, il laissa néanmoins dans les esprits des traces profondes qui favorisèrent pour un peu de temps le rétablissement de la paix dans les églises de Montbéliard. Théodore de Bèze, qui s’était montré pendant le colloque le champion de la conciliation, engagea encore avant de partir les Français réfugiés « à participer à la table sainte avec les chrétiens de la confession d'Augsbourg, si on voulait les y recevoir sans exiger de leur part rien qui ressemblât à une abjuration. »
Ceux-ci écoutèrent ses conseils pleins de sagesse et de modération ; l’ancien ministre Floret entra en négociation avec Richard Dinoth et Samuel Caucel, ministres de Saint-Martin ou de l’église française de Montbéliard, et bientôt les fidèles des deux communions célébrèrent ensemble.
Les actes du colloque de Montbéliard ont été publiés à Montbéliard avec une traduction du latin en français, 1 vol. in-4° de 557 pages, avec une préface signée du comte Frédéric, par Jacques Foillet, de Tarrare, près de Lyon. Ce fut le premier ouvrage à sortir de ses presses en 1587.

## Source
- F. Mabille, Histoire succincte de la réforme au pays de Montbéliard, Genève, Ramboz et Schuchardt, 1873, p. 46-8.